# Masu'a
Masu'a (hebrejsky מַשּׂוּאָה, doslova „Strážné světlo“, v oficiálním přepisu do angličtiny Massu'a) je zemědělská vesnice typu mošav a izraelská osada na Západním břehu Jordánu v distriktu Judea a Samaří a v Oblastní radě Bik'at ha-Jarden.

## Geografie
Nachází se v nadmořské výšce 255 metrů pod úrovní moře ve střední části Jordánského údolí, cca 28 kilometrů severně od centra Jericha, cca 45 kilometrů severovýchodně od historického jádra Jeruzalému a cca 67 kilometrů východně od centra Tel Avivu.
Na dopravní síť Západního břehu Jordánu je napojena pomocí dálnice číslo 90 (takzvaná Gándhího silnice), hlavní severojižní dopravní osy Jordánského údolí. Leží cca 4 kilometry od řeky Jordán, která zároveň tvoří mezinárodní hranici mezi Izraelem kontrolovaným Západním břehem Jordánu a Jordánským královstvím. V těchto místech vede přes řeku Jordán most a hraniční přechod Damia Bridge (neboli Most Adam) mezi Izraelem a Jordánskem.
Vesnice je součástí územně souvislého pásu izraelských zemědělských osad, které se táhnou podél dálnice číslo 90. Jediným významnějším palestinským sídlem v okolí je zemědělské osídlení podél zavlažovaného přítoku Jordánu na severní straně. Západně od vesnice se zvedá z příkopové propadliny Jordánského údolí prudký svah hornatiny Samařska.

## Dějiny
Masu'a leží na Západním břehu Jordánu, jehož osidlování bylo zahájeno Izraelem až po jeho dobytí izraelskou armádou, tedy po roce 1967. Jordánské údolí patřilo mezi oblasti, kde došlo k zakládání izraelských osad nejdříve. Takzvaný Alonův plán totiž předpokládal jeho cílené osidlování a anexi.
Vesnice byla zřízena roku 1970. Už 2. února 1969 rozhodla izraelská vláda, že zde zřídí osadu typu nachal tedy kombinace vojenského a civilního osídlení. K tomu pak skutečně došlo v listopadu 1969. Osada nazývaná Nachal Masua se na ryze civilní sídlo proměnila v květnu 1974. Na osidlování vesnice se podíleli členové mládežnického hnutí ha-No'ar ha-cijoni.
Zemědělství stále hraje významnou roli v místní ekonomice. Mošav se zabývá pěstováním palem, květin a zeleniny. V osadě funguje zařízení předškolní péče o děti. Severně i jižně od Masu'a také leží základny izraelské armády. Detailní územní plán obce umožňuje výhledovou kapacitu 62 bytů, z nichž zatím postaveno jen 35. 1 kilometr jižně od vesnice leží administrativní komplex Šlomcijon, v němž sídlí úřady Oblastní rady Bik'at ha-Jarden.
Počátkem 21. století nebyla Masu'a stejně jako celá plocha Oblastní rady Bik'at ha-Jarden zahrnuta do projektu Izraelské bezpečnostní bariéry. Izrael si od konce 60. let 20. století v intencích Alonova plánu hodlal celý pás Jordánského údolí trvale ponechat. Budoucnost vesnice Masu'a závisí na parametrech případné mírové dohody mezi Izraelem a Palestinci. Během Druhé intifády nedošlo v osadě stejně jako téměř v celé oblasti Jordánského údolí k vážnějším teroristickým útokům.

## Demografie
Obyvatelstvo obce Masu'a je v databázi rady Ješa popisováno jako sekulární. Podle údajů z roku 2014 tvořili naprostou většinu obyvatel Židé (včetně statistické kategorie "ostatní", která zahrnuje nearabské obyvatele židovského původu ale bez formální příslušnosti k židovskému náboženství).
Jde o menší obec vesnického typu s dlouhodobě stagnující populací. K 31. prosinci 2014 zde žilo 149 lidí. Během roku 2014 registrovaná populace stoupla o 0,0 %.
| Rok            | 1983 | 1993 | 1994 | 1995 | 1996 | 1997 | 1998 | 1999 | 2000 |
| -------------- | ---- | ---- | ---- | ---- | ---- | ---- | ---- | ---- | ---- |
| Počet obyvatel | 160  | 222  | 210  | 200  | 132  | 131  | 135  | 140  | 148  |

| Rok            | 2001 | 2002 | 2003 | 2004 | 2005 | 2006 | 2007 | 2008 | 2009 | 2010 | 2011 | 2012 | 2013 | 2014 |
| -------------- | ---- | ---- | ---- | ---- | ---- | ---- | ---- | ---- | ---- | ---- | ---- | ---- | ---- | ---- |
| Počet obyvatel | 143  | 142  | 145  | 140  | 136  | 142  | 136  | 143  | 136  | 140  | 148  | 153  | 149  | 149  |